# Condado de Clinton (Ohio)

Sello de armas del Condado de Clinton

El condado de Clinton es uno de los 88 condados del estado estadounidense de Ohio. La sede del condado es Wilmington, al igual que su mayor ciudad. El condado posee un área de 1.068 km² (de los cuales 4 km² están cubiertos por agua), la población es de 40.543 habitantes y la densidad de población de 38 hab/km² (según el censo nacional de 2000). Este condado fue fundado el 1 de marzo de 1810.